# Danjonova lestvica
Danjonova lestvica je lestvica za določanje temine Lune med popolnim luninim mrkom s petimi stopnjami. Predlagal jo je André-Louis Danjon leta 1921, ko je postavil domnevo, da je svetlost luninega mrka povezana s sončevim ciklom. Ocena mrka po lestvici se običajno označi s črko L.

## Lestvica
Danjonova lestvica ima pet stopenj s sledečimi opisi:
| vrednost L | Opis                                                                                           |
| ---------- | ---------------------------------------------------------------------------------------------- |
| 0          | Zelo temen mrk. Luna skoraj nevidna, še posebej ob maksimumu.                                  |
| 1          | Temna, rjavkasta ali siva Luna. Detajli se razloči le stežka.                                  |
| 2          | Temno rdeč ali rjast mrk. Zelo temen srednji del sence, zunanji rob sence je relativno svetel. |
| 3          | Opečnato rdeč mrk. Senca ima običajno svetel ali rumen rob.                                    |
| 4          | Zelo svetel, bakrenasto rdeč ali oranžen mrk. Senca ima modrikast in zelo svetel rob.          |

## Določanje vrednosti L
Določanje vrednosti L se najbolje opravi blizu na sredini popolnosti s prostim očesom. Lestvica je subjektivna, različni opazovalci pa lahko določijo različne vrednosti. Različni deli Lune imajo različne vrednosti L, kar je odvisno od razdalje od središča Zemljine sence.

## Dejavniki, ki vplivajo na vrednost L
Na izgled Lune med luninim mrkom vpliva veliko dejavnikov. Najbolj pomembna je pot Lune skozi Zemljino senco. Zelo pomembno je trenutno stanje Zemljinega ozračja. Zemljina senca prepreči osvetljenost Lune med luninim mrkom, toda vseeno se nekaj svetlobe leči skozi Zemljino ozračje, kar ji da rdečkast ton.
Količina svetlobe, ki se leči, vpliva na svetlost Lune med mrkom in je odvisna od veliko dejavnikov. Najpomembnejši dejavnik so vulkanski izbruhi, saj v ozračje izbruhnejo veliko vulkanskega pepela, še nekaj let pa lahko opazujemo izredno temne mrke. Učinek izbruha vulkana Mount Pinatubo leta 1991 je izredno vplival na sledeče lunine mrke, saj so mrk 9. decembra 1992 opazovalci ocenili na 0 po Danjonovi lestvici.
Domneva se, da na svetlost luninih mrkov vplivajo tudi sončevi cikli. Domnevo je postavil Danjon in ravno zato postavil Danjonovo lestvico.